# Ixchela
Ixchela es un género de arañas de la familia Pholcidae, orden Araneae. Fue descrito por Bernhard A. Huber en 2000.

## Especies
- Ixchela abernathyi (Gertsch, 1971)
- Ixchela azteca Valdez-Mondragón & Francke, 2015
- Ixchela franckei Valdez-Mondragón, 2013
- Ixchela furcula (F. O. Pickard-Cambridge, 1902)
- Ixchela grix Valdez-Mondragón, 2013
- Ixchela huasteca Valdez-Mondragón, 2013
- Ixchela huberi Valdez-Mondragón, 2013
- Ixchela jalisco Valdez-Mondragón & Francke, 2015
- Ixchela juarezi Valdez-Mondragón, 2013
- Ixchela mendozai Valdez-Mondragón & Francke, 2015
- Ixchela mixe Valdez-Mondragón, 2013
- Ixchela panchovillai Valdez-Mondragón, 2020
- Ixchela pecki (Gertsch, 1971)
- Ixchela placida (Gertsch, 1971)
- Ixchela purepecha Valdez-Mondragón & Francke, 2015
- Ixchela santibanezi Valdez-Mondragón, 2013
- Ixchela simoni (O. Pickard-Cambridge, 1898)
- Ixchela taxco Valdez-Mondragón, 2013
- Ixchela tlayuda Valdez-Mondragón & Francke, 2015
- Ixchela tzotzil Valdez-Mondragón, 2013
- Ixchela viquezi Valdez-Mondragón, 2013
- Ixchela zapatai Valdez-Mondragón, 2020